# Palacio Garbin
Palacio Garbin es un palacio histórico de Schio, ubicado en la calle Pasini; es la sede principal del ayuntamiento de Schio.

## Historia

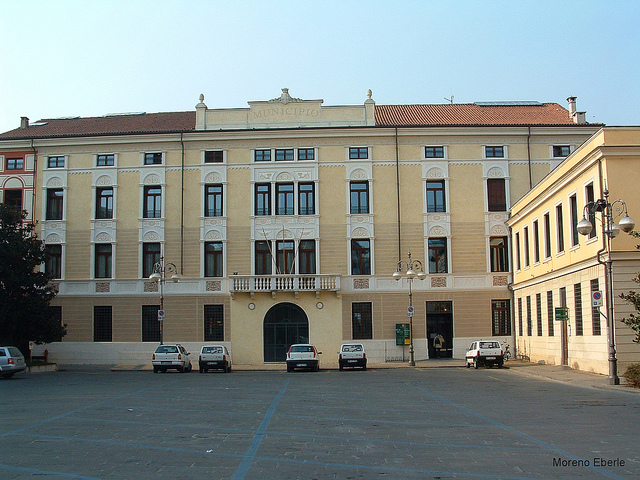
La fachada principal del Palacio Garbin

El Palacio Garbin fue construido en 1799 por Carlo Barrera en la calle Pasini. Enfrente, pocos años después el mismo Barrera construyó otro edificio: el Palacio Fogazzaro. Encargado por la familia Garbin, dedicada a la producción de lana y seda. Habían  adquirido a la familia Piovene un terreno que comprendía, además del palacio, dotado de un amplio parque, se encontraban en la zona posterior la residencia y los establecimientos productivos, ya desaparecidos. 
Cuando la familia Garbin se mudó de Schio, el palacio fue destinado para otros usos. Adquirido por el ayuntamiento de Schio, se convirtió en la sede municipal desde 1914. En los años cincuenta se talaron los árboles del parque del palacio, convirtiendo esa zona en una plaza con empedrado; actualmente se la denomina plaza del Statuto.

## Descripción
La fachada principal del palacio se levanta en la calle Pasini y aparece austera y simétrica, inspirada en el neoclasicismo. Está repartida en tres pisos y ático, caracterizado por una alternancia cromática entre la piedra blanca de los marcos y el burdeos del revoque. La fachada tiene en la planta baja, amplias entradas al palacio: tres arcos alternados por dos portones coronados por balcones equipados con una barandilla de mármol. El arco derecho, llamado portego de los Garbin, permite una transición directa a la plaza posterior del Statuto. La franja central está dinamizada por un gran balcón.
La fachada posterior del palacio cierra en la parte inferior la plaza del Statuto. Similar a la fachada principal por lo que concierne la disposición de las aperturas, esta asume un aspecto más ligero gracias a las decoraciones cromáticas de la fachada, restablecidas según el modelo original en 1996.
El interior del palacio está caracterizado por la escalinata amplia de piedra que conduce a los pisos superiores. Dos salas del piso noble (las actuales oficinas del alcalde y del secretario municipal) están adornadas por grandes pinturas murales que representan paisajes de principios del siglo XX, obras de Giuseppe Mincato.